# Notolycodes schmidti
La viuda (Notolycodes schmidti) es una especie de pez actinopeterigio marino, la única del género monotípico Notolycodes de la familia de los zoárcidos.

## Morfología
Con el cuerpo alargado típico de la familia y una longitud máxima descrita de 38,6 cm.

## Distribución y hábitat
Se distribuye por el este de América del Sur en el océano Atlántico, en aguas de Brasil, Uruguay y Argentina. Son peces de mar profundo, de comportamiento batipelágico, que habitan en una profundidad entre los 400 m y los 800 m.